# استیون شین مک‌دانلد
استیون شین مک دونالد (زاده ۲۴ مه ۱۹۶۷) یک نوازنده راک آمریکایی است که بیشتر به عنوان نوازنده گیتار باس در گروه موسیقی آلترناتیو راک / پاور پاپ رد کراس شناخته می‌شود. او یکی از اعضای مؤسس گروه پانک هاردکور OFF و نوازنده باس گروه ملوینز است. مک دونالد در پروژه‌های سینمایی متعددی به همراه برادر بزرگترش جف مک دونالد، از جمله فیلم عروسک‌های عاشق نوجوان ناامید در سال ۱۹۸۴ و دنباله آن سوپراستار عروسک‌های عشق و فیلم روح سال ۷۶ ظاهر شده‌است.
استیون با خواننده آن سگ، آنا وارونکر ازدواج کرده‌است.

## دیسکوگرافی جزئی

### رد کراس
- صلیب سرخ (۱۹۸۰؛ EP)
- متولد بی گناه (۱۹۸۲)
- بچه‌های نوجوان از مونسانتو (1984; EP)
- عصبی (۱۹۸۷)
- چشم سوم (۱۹۹۰)
- تغییر فاز (۱۹۹۳)
- نمایش جهان (۱۹۹۷)
- تحقیق در مورد بلوز (۲۰۱۲)
- فراتر از در (2019)[۳]

### Off!
- چهار EP اول (۲۰۱۰)
- خاموش! (۲۰۱۲)
- سالهای تلف شده (۲۰۱۴)

### ملوین‌ها
- Basses Loaded (2016؛ انتخاب آهنگ)
- پیاده‌روی با عشق و مرگ (۲۰۱۷)
- استیون مک‌دونالد (۲۰۱۷؛ EP انفرادی)
- تکنسین سقط جنین پینکوس (۲۰۱۸)
- سگ پنج پا (۲۰۲۱)
- بد خلقی در حال افزایش (۲۰۲۲)